# Hoya myanmarica
Hoya myanmarica är en oleanderväxtart som beskrevs av Ping Tao Li. Hoya myanmarica ingår i släktet Hoya och familjen oleanderväxter. Inga underarter finns listade i Catalogue of Life.